# Dumitru Arhip
Dumitru Arhip (wym. [du'mitru arˈhip], ur. 12 listopada 1988 w Kamionce) – mołdawski rugbysta występujący na pozycji filara lub młynarza, reprezentant kraju.

## Kariera klubowa
Arhip grę w rugby zaczynał w uniwersyteckim zespole USEFS Blumarine z Kiszyniowa. Następnie przeniósł się do Dinama Bukareszt. W barwach „policyjnego” klubu wywalczył młodzieżowe mistrzostwo Rumunii, a w sezonie 2008/2009 brązowy medal wśród seniorów.
Po zakończeniu inauguracyjnego sezonu rumuńskiej SuperLigi, w 2010 roku Dumitru wraz z bratem Victorem trafił do czołowego klubu rosyjskiej ekstraklasy, Jenisiej-STM Krasnojarsk. W barwach drużyny z Syberii Arhip wywalczył dwa kolejne mistrzostwa kraju, w 2011 i 2012 roku.
Występami w lidze rosyjskiej reprezentant Mołdawii zwrócił na siebie uwagę sztabu walijskiej regionalnej drużyny Ospreys, która pierwszy kontakt w sprawie jego pozyskania nawiązała już wiosną 2012 roku. Podpisany w październiku kontrakt wszedł w życie po zakończeniu sezonu Jenisieja i uzyskaniu przez Arhipa pozwolenia na pracę. Kontrakt do końca trwającego sezonu z możliwością późniejszego przedłużenia umowy o kolejny rok.
W pierwszym sezonie spędzonym w Swansea Arhip rozegrał dwa mecze w lidze walijskiej w zespole Bridgend Ravens oraz dziewięć spotkań w Pro12. Swoimi występami wywarł na sztabie szkoleniowym duże wrażenie, dzięki czemu aktywowano klauzulę o odnowieniu kontraktu. W wyniku przewlekłego urazu ścięgna Achillesa, którego nabawił się w trakcie letniego sparingu z Bath Rugby, Mołdawianin stracił cały sezon 2013/2014. Mimo kontuzji władze walijskiego zespołu zdecydowały się przedłużyć z nim kontrakt o kolejne dwa lata.
Wróciwszy do pełnej sprawności, w sezonie 2014/2015 Arhip we wszystkich rozgrywkach wystąpił 27-krotnie. W trakcie kampanii, w której Ospreys dotarli do półfinału Pro12, Mołdawianin został przekwalifikowany na prawego filara (dotąd występował jako młynarz lub lewy filar). W kwietniu przedłużył kontrakt z walijską drużyną o kolejne trzy lata, do lipca 2018.

## Kariera reprezentacyjna
W seniorskiej reprezentacji debiutował w listopadzie 2008 roku w meczu z Belgią w ramach Pucharu Narodów Europy, zaś pierwsze przyłożenie zdobył w kwietniu 2011 roku przeciw reprezentacji Niemiec. Po dłuższej przerwie spowodowanej kontuzją powrócił do kadry w listopadzie 2014 roku na mecz z Polską – było to jego pierwsze spotkanie w reprezentacji od kwietnia 2013 roku.
Największym osiągnięciem mołdawskiej drużyny z Arhipem w składzie jest drugie miejsce w dywizji 1B w edycji 2012–2014.

### Statystyki
Aktualne na dzień 14 marca 2015 r.
| Drużyna narodowa | Rok  | Mecze | Punkty |
| ---------------- | ---- | ----- | ------ |
| Mołdawia         |      |       |        |
| 2008             | 2    | 0     |        |
| 2009             | 3    | 0     |        |
| 2010             | 1    | 0     |        |
| 2011             | 6    | 5     |        |
| 2012             | 2    | 10    |        |
| 2013             | 2    | 15    |        |
| 2014             | 1    | 5     |        |
| 2015             | 1    | 0     |        |
| Suma             | Suma | 18    | 35     |

## Osiągnięcia
- Najlepszy mołdawski zawodnik U-20 2008[22]
- Najlepszy mołdawski zawodnik 2012 (Cel Mai Bun Jucător din Moldova)[23]